# Wincenty Queralt Lloret
Wincenty Queralt Lloret (ur. 16 lub 17 listopada 1894 w Barcelonie, zm. 30 listopada 1936 w Walencji) – hiszpański duchowny ze Zgromadzenia Misji, męczennik, ofiara wojny domowej w Hiszpanii w latach 1936-39, błogosławiony Kościoła katolickiego.
Wincenty Queralt Lloret urodził się 16 lub 17 listopada 1894 w Barcelonie. Jako kapłan głosił bardzo dobre kazania i jego pasją była muzyka i pisanie wierszy.
W 1911 wstąpił do Zgromadzenia Misji. Ukończył pierwsze dwa lata studiów kościelnych w Dax (Francja), a resztę w seminarium w Barcelonie.
30 listopada 1936, podczas wybuchu wojny domowej, został aresztowany i rozstrzelony po odkryciu przez lewicowych policjantów, że jest duchownym.
1 grudnia 2016 papież Franciszek ogłosił dekret o jego męczeństwie, po czym 11 listopada 2017 w Barcelonie została dokonana jego i 20 innych męczenników oraz 39 innych towarzyszy beatyfikacja przez kard. Angelo Amato.